# Guido Pontecorvo

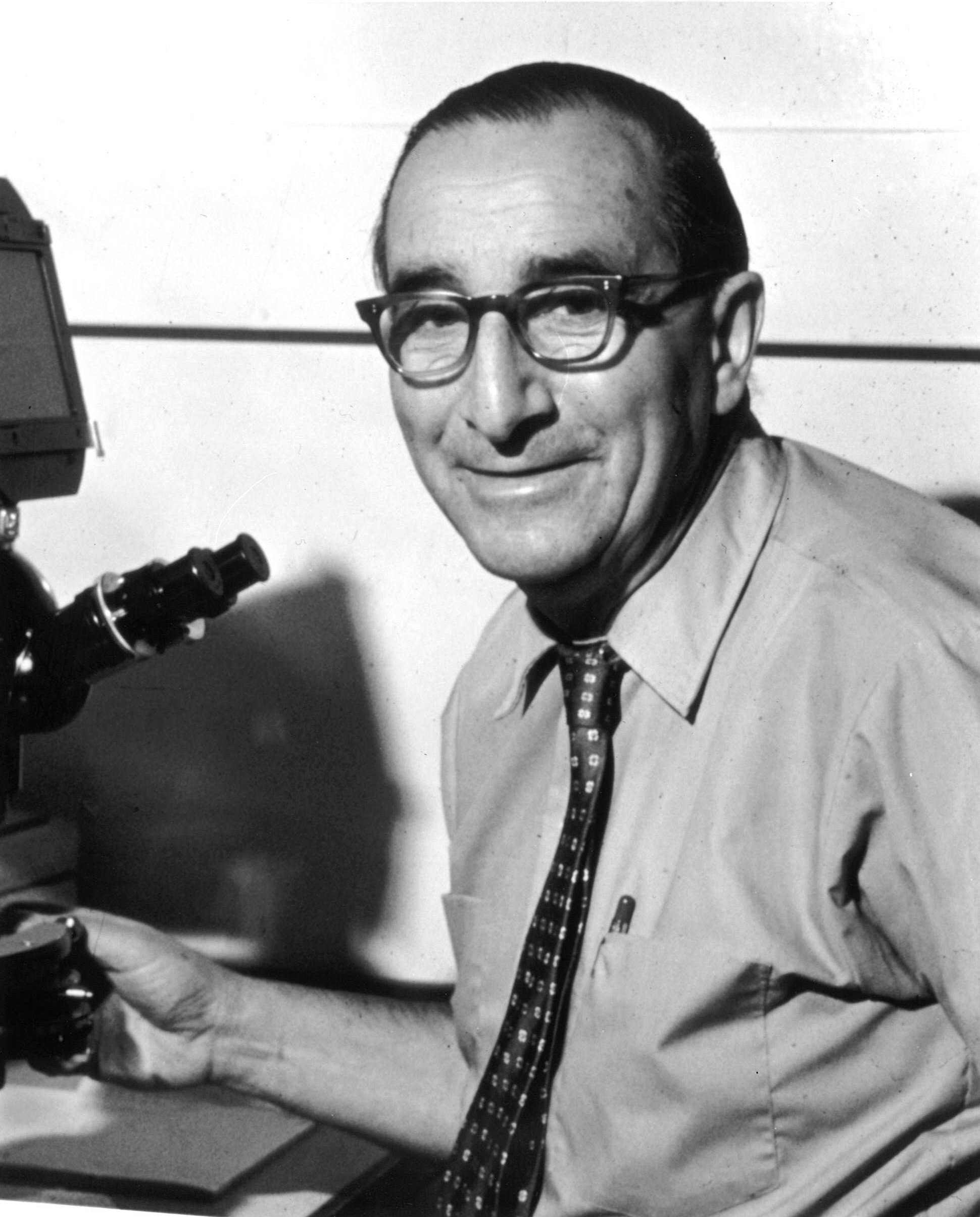
Guido Pontecorvo

Guido Pellegrino Arrigo  Pontecorvo (* 29. November 1907 in Pisa; † 24. September 1999 in Saint-Luc VS, nahe Zermatt, Schweiz)  war ein italienisch-britischer Genetiker.
Guido Pontecorvo war der Bruder von Gillo Pontecorvo und Bruno Pontecorvo, stammte aus einer jüdischen Industriellenfamilie. Er studierte an der Universität Pisa Landwirtschaftswissenschaft mit der Promotion (Laurea) 1928. Er emigrierte 1939 nach England und arbeitete an der University of Edinburgh, an der er 1941 promoviert wurde, mit dem amerikanischen Genetiker Hermann Muller und studierte evolutionäre Entwicklung bei Drosophila. 
Um Penicillin Produktion zu fördern studierte er ab 1943 die Genetik von Pilzen. 1950 fand er, dass Rekombination von Genen in Aspergillus nidulans abseits von sexueller Reproduktion vorkommt.
Von 1941 bis 1944 und ab 1945 war er an der Universität Glasgow, an der er 1955 Professor wurde, als erster Lehrstuhlinhaber für Genetik der Universität nach  zehn Jahren als Leiter der neu geschaffenen Abteilung Genetik der Universität. 1968 gab er seinen Lehrstuhl auf und forschte an den Imperial Cancer Research Fund Laboratories in London bis zu seinem Ruhestand 1975. Er starb nach einem Sturz bei einer Wanderung in den Alpen.
1979 erhielt er die Mendel Medal und 1978 die Darwin-Medaille. Er war Fellow der Royal Society (1955) und der Royal Society of Edinburgh (1946), Mitglied der American Academy of Arts and Sciences (1958) und der National Academy of Sciences (1983), war mehrfacher Ehrendoktor und erhielt 1961 den Hansen Foundation Prize in Mikrobiologie. 1968 erhielt er einen D.Sc. der Universität Leicester.
Ein Preis für Genetik der Universität Glasgow ist ihm zu Ehren benannt.